# Club Atlético Universidad Nacional San Agustín
Maillots
L'Atlético Universidad Nacional était un club péruvien de football basé à Arequipa, deuxième ville du Pérou.

## Histoire
Fondé en 1964 par des étudiants de l'université de San Agustín à Arequipa, son plus haut fait d'armes reste sa victoire 4-2 en finale de la Copa Perú 2002 face à l'Atlético Grau. Cela lui permet de disputer le championnat de 1re division l'année suivante. Il s'y maintient tant bien que mal jusqu'à la saison 2005 où il est relégué. Ses dirigeants décident alors de vendre leur place en 2e division au CD Alfonso Ugarte de la ville de Puno. Le club disparaît par la suite et son président Rolando Cornejo Cuervo est condamné en 2019 à cinq ans de prison ferme pour avoir détourné des fonds de l'université de San Agustín – dont il était le recteur – afin de payer des joueurs de l'équipe entre 2003 et 2005.
À noter qu'un autre club du nom de Atlético Universidad Arequipa joue en Copa Perú depuis 2012. Même si ce dernier se réclame de l'Atlético Universidad originel, il s'agit formellement de deux clubs différents.

## Résultats sportifs

### Palmarès
| Compétitions nationales               | Compétitions régionales                                                 |
| - Copa Perú (1) : - Vainqueur : 2002. | - Ligue de la région d'Arequipa (3) : - Vainqueur : 2000, 2001 et 2002. |

### Bilan et records
- Saisons au sein du championnat du Pérou : 3 (2003, 2004 et 2005).
- Saisons au sein du championnat du Pérou D2 : 0.

## Personnalités historiques de l'Atlético Universidad Nacional

### Anciens joueurs
- José Luis Chacón
- George Forsyth
- Alex Magallanes
- Juan Pajuelo
- Ysrael Zúñiga

### Entraîneurs marquants
- Marco Herrera (1997)
- Gustavo Merino (2000-2001)
- Elmer Lozada (2001-2002), vainqueur de la Copa Perú en 2002[3].
- Héctor Berrios (2003)
- César Gonzáles (2003)
- Ricardo Medina (2003)
- Raúl Obando (2004)
- Ariel Paz (2004)
- Roberto Arrelucea (2004-2005)
- Ernesto Neyra (2005)
- Gustavo Merino (2005)
- Luis Flores (2005)
- Nicol Prado (2020-2021)
- Edú Ramírez (2022-2023)